# 紅帶鈍塘鱧
紅帶鈍塘鱧，为輻鰭魚綱鱸形目鰕虎亞目鰕虎魚科的其中一種。

## 分布
本魚分布於西印度洋區，包括南非、葛摩、馬爾地夫、塞席爾群島、印尼等海域。

## 深度
水深1-35公尺。

## 特徵
本魚體延長，眼大略突出，腹鰭癒合成吸盤。魚體具3條略帶桃色的橫帶，尾鰭有3-9個紅色的斑點，背鰭硬棘7枚，背鰭軟條13枚，臀鰭硬棘1枚，臀鰭軟條14枚，體長可達11公分。

## 生態
本魚棲息在礁沙混合區或礁岩外圍的礫石地上，與槍蝦互利共生居住於沙地洞穴中，屬雜食性，以藻類及小型底棲動物為食。

## 經濟利用
可當作觀賞魚。

## 扩展阅读
維基物種上的相關：紅帶鈍塘鱧